# توماس هافیلد
توماس هافیلد (به انگلیسی: Thomas Haffield) (زادهٔ ۲۸ ژانویهٔ ۱۹۸۸) شناگر اهل ولز است.